# Markus Butkereit

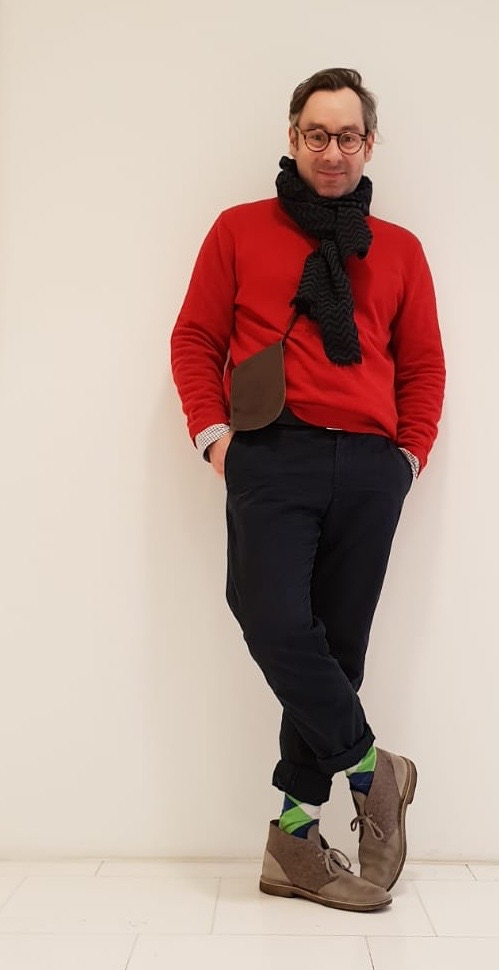
Markus Butkereit (2019)

Markus Butkereit (* 1976 in Berlin) ist ein deutscher zeitgenössischer Multimedia-Künstler. Seine Arbeiten drehen sich um das Zusammenspiel von Zufall und Determinismus, Ordnung und Desorganisation, Wissen und Spekulation.

## Biografie
Markus Butkereit wuchs in West-Berlin auf. Er schloss das Studium der Bildenden Kunst an der HFBK Dresden nicht ab. Butkereit lebt und arbeitet in Berlin.

## Einzelausstellungen
- 2010 Himmelfahrt Nr. 1 – 53, Urban art info, Berlin[1][2]
- 2011 Dr. Mabuse, Addict Gallery, Paris[3]
- 2013 Ögon no Taiyō Shikkoku naru Yoake, Stoffwechsel Galerie, Mannheim[4]
- 2016 Tigerpicture, B.Z.Z.T. II cold coffee and foot massage, Berlin[5]
- 2018 Obfuscation, Bazis Contemporary, Cluj - Napoca, Rumänien[6][7]

## Gruppenausstellungen
- 2005 Backjumps - The Live Issue #2[8], Akim & Zast, alëxone, ASH, Brom, Delta, Downey & Darius Jones, DRAMA, Elk, freaklüb, HESHT, Hnt, HuskMitNavn, Idee, IEPE, Influenza, Jay1, JR, Jonone, Lokiss, The London Police, Peter Michalski, Mode2, Neon, Nina, Nomad & Miss Riel, Os Gemeos, Pike & Nug, PIPS:lab, Stephen ESPO Powers, Rammellzee, Roger, Same, Stephen Schuster, Richard Schwarz, Shek, Skki, SPAIR, STAK, Storm, Swoon, Teach, TRY ONE, Wallstreetjournal, Wilfried Hou Je Bek, Zedz, ZEVS, Berlin, Germany, curated by Adrian Nabi
- 2009 Wir sind nicht die Affen in deiner Horde[9], Urban art info, Berlin, Germany
- 2009 Art Totale[10], Leuphana University, curated by: Rik Reinking, Lüneburg, Germany
- 2010 L’Art Urbain...du mur à l‘atelier...[11], Addict Gallery, Alexandros Vasmoulakis, Eelus, Gérard Zlotykamien, Herakut, Imminent Disaster, Jazi, Jaybo, Jean Faucheur, John Fekner et Don Leicht, Kofie, Lady Pink, L'Atlas, Marco Pho Grassi, Nick Walker, Thomas Fiebig, TRYONE, Victor Ash, curated by Laetitia Hecht, Paris, France
- 2011 Du mur à l’atelier et l’art urbain[12], Addict Gallery, Avec L'ATLAS, Mist, TRYONE, John Matos, TOXIC, Victor Ash, Gérard Zlotykamien, Jean Faucheur, Nick Walker, curated by Laetita Hecht, Paris, France
- 2013 Public Arena[13][14], Associazione Barriera, Torino, Italy
- 2013 Contemporary Art[15], Stadtmuseum München, curated by Christian Minke, Christoph Pankowski, München, Germany
- 2014 Nomadic Spaces & Former Future Nows, Nationalgalerie, Ulf Aminde, Brad Downey, Niklas Goldbach, Judith Hopf, Christian Jankowski, Adam Kraft & E.B. Itso, Hanna & Klara Lidén, Reuben Moss, NUG, Fernando Sánchez Castillo, Santiago Sierra, Clemens von Wedemeyer, Matthias Wermke, Wermke/Leinkauf, Gemüsedöner von Jesus, Raul Walch, Yukihiro Taguchi, curated by Lutz Henke, Berlin, Germany
- 2015 Backjumps 20 +1, Rockets on the Battlefield[16], Kunstraum Kreuzberg Bethanien, Akay, Victor Ash, Arunski & Poet, Banksy, Brad Downey, Boris Tellegen, Gonzalo Maldonado Morales, Graffitimuseum, Jeroen Jongeleen, Influenza, Jay One Ramier, Jeroen Erosie, Jürgen Große, Kacao77 & Phos4, Matthias Wermke, Mode2, Paul du Bois-Reymond, Peter Michalski, Pigenius Cave, Skki, Thomas Bratzke, Various & Gould, Polina Soloveichik, Velotramp, curated by: Adrian Nabi, Berlin, Germany[17]
- 2015 Tryckverkstaden – Rum för skapande, samtal och distribution[18], To connect sign up today[19], Göteborgs Konsthall, Göteborg, Sweden
- 2016 Geben Sie ihm keine Zigarette, er ist noch ein Kind![20], curated by Hidden Indexes, Berlin, Germany
- 2018 Bima and Friends, Sabot Mimi Faster, Berlin, Germany, Julie Legouez, Godai Sahara, Matti Schulz, Nils Leimkühler, Stella Foerster, Nartur Kunst Gruppe, Paul Weiner
- 2018 Everything in Its Right Place[21], Raum Vollreinigung[22], Jazoo Yang, The Wa, Julien Fargetton, Berlin, Germany

## Öffentliche Projekte
- 2005 The City of Names[23], Jazzstylecorner, Backjumps Issue II, Kunstraum Kreuzberg - Bethanien, concept by Thomas Bratzke, Berlin, Germany
- 2009 Art Totale[24], Leuphana University, Lüneburg, Germany, curator: Rik Reinking
- 2013 Invisible Cities - Ruse[25], lecture, Elias Canetti Society, curated by Elisa Calosi, Ruse, Bulgaria
- 2014 Galerie Nomades Archist 03, Art-cade, Galerie des grands bains douches de la plaine Marseille, France
- 2015 Göteborgs Konsthall[26], Tryckverkstaden, Göteborg, Sweden
- 2016 Urban Explorers - Hinter der Fassade[27], publisher: Arte creative, Arte TV, Autor: Mathias Bones, Berlin Germany, Strasbourg, France
- 2017 L’Action prend place, Festival Non - Alignées, La Generale[28], Paris, France
- 2018 Exhibitionists[29], Curated by Biancoshok, Elfo, Rub Kandy, Rome, Italy